# نخستین پرونده‌های پوآرو
نخستین پرونده‌های پوآرو (به انگلیسی: Poirot's Early Cases) مجموعه‌ای از چند رمان جنایی کوتاه اثر آگاتا کریستی است.
این کتاب که از مجموعه داستان‌های پوآرو می‌باشد در سپتامبر ۱۹۷۴ در بریتانیا توسط انتشارات کولینز کرایم کلوب و در همین سال توسط انتشارات داد، مید اند کمپانی در آمریکا به چاپ رسیده است.
قیمت کتاب در بریتانیا ۲٫۲۵ پوند و در آمریکا ۶٫۹۵ دلار بوده‌است.

## مجموعه داستان‌ها
- عشق‌بازی در رقص پیروزی
- ماجرای کلاپهام کوک
- راز کرنوالی
- ماجرای جانی ویورلی
- دو مدرک
- شاه گشنیز
- ارث لمسوریر
- معدن گمشده
- پلیموت اکسپرس
- جعبه شکلات
- برنامه‌های زیردریایی
- ماجرای آپارتمان طبقه سوم
- دو گناه
- راز مرکز فروشگاه
- لانه زنبورها
- زن نقاب‌دار
- مشکل در دریا
- باغ شما چگونه رشد می‌کند؟